# آنوشکا شانکار
آنوشکا شانکار (انگلیسی: Anoushka Shankar؛ بنگالی: শঙ্কর؛ زاده ۹ ژوئن ۱۹۸۱) نوازنده سیتار و آهنگساز بنگالی اهل هند و بریتانیا است. پدر او راوی شانکار، مادرش سوکانیا راجان و خواهر ناتنی او نورا جونز است. وی از سال ۱۹۹۵ میلادی تاکنون مشغول فعالیت بوده‌است.

## زندگی
آنوشکا در لندن و در خانواده ای هندی به دنیا آمد و کودکی خود را در لندن و دهلی گذراند. نوازندگی را از کودکی نزد پدرش راوی شانکار آموخت. برای اولین بار در ۱۳ سالگی در دهلی موفق به اجرای موسیقی شد. او از ۱۴ سالگی به مرور در اجراهای جهانی پدر، حضور پیدا کرد و در ۱۶ سالگی اولین اجرای فردی خود را با استودیو (Angel Records (EMI ضبط کرد. اولین آلبوم او در ۱۹۹۸ با نام آنوشکا منتشر شد. او در سال ۲۰۰۳ برای آلبوم Live at Carnegie Hall نامزد جایزه گرمی شد و جوانترین زن نامزد این جایزه لقب گرفت.
در سال ۲۰۰۵ چهارمین آلبوم خود را با نام Rise ارائه داد و برای همین آلبوم برنده جایزه گرمی شد. در فوریه سال ۲۰۰۶ او اولین هندی بود که توانست جایزه گرمی را دریافت کند. در اوت سال ۲۰۰۷ با همکاری کارش کله (Karsh Kale)، نوازنده طبلا، آلبوم Breathing Under Water را ارائه کرد که تلفیقی از موسیقی کلاسیک هندوستان و ملودی‌های الکتریکی بود. در این آلبوم نورا جونز خواهر ناتنی او نیز به خوانندگی و نوازندگی پرداخت.
آنوشکا در ساخته‌های خود از نوازندگان بسیاری از سراسر جهان به صورت مهمان استفاده کرده‌است که از مهم‌ترین آنها استینگ، لنی کراویتز و گروه تیوری کورپوریشین (Thievery Corporation) را می‌توان نام برد. همچنین او با جاشوا بل ویولونیست، مستیسلاف روستروپوویچ رهبر ارکستر و نوازنده ویولنسل روسی، ژان-پی‌یر رامپال نوازنده فلوت فرانسوی، هربی هنکاک پیانیست آمریکایی، همکاری داشته‌است.
آنوشکا در بسیاری از ارکسترهای جهان به تک‌نوازی پرداخته‌است که مهم‌ترین آنها، اجرای سال ۲۰۱۰ در سمفونی پدرش در ارکستر فیلارمونیک لندن و سالن رویال فستیوال است.

## فعالیت اجتماعی
آنوشکا شانکار حامی حقوق حیوانات است. او و پدرش در سی و دومین اطلاعیه بنیاد مردمی رعایت اصول اخلاقی در برابر جانوران (PETA) علیه رنج حیوانات ظاهر شدند. او همچنین سخنگوی برنامه جهانی غذا سازمان ملل متحد در هند است. در سال ۲۰۱۳، در پاسخ به تجاوز وحشتناک دختران جوان در دهلی، که رسانه‌های هندی از آن به عنوان نیربایا (Nirbhaya) یاد می‌کردند، شانکار با پشتیبانی از کمپین آنلاین جمع‌آوری یک میلیارد سازمان تغییر خواستار پایان دادن به جرم علیه زنان شد. به عنوان بخشی از کارزار، وی ویدئویی را منتشر کرد که در آن نشان داد او سال‌ها به عنوان یک کودک مورد آزار جنسی قرار گرفته‌است.

## زندگی شخصی
او هم‌اکنون در سه کشور آمریکا، انگلستان و هند سکونت دارد. او در سال ۲۰۱۰ با کارگردان انگلیسی جو رایت ازدواج کرد و پیش از جدا شدنش در سال ۲۰۱۸ صاحب دو پسر شد.

## جوایز و افتخارات
- نشان مجلس عوام انگلستان ۱۹۹۸
- جایزه آکادمی سن دیگیو
- جایزه زن سال در روز جهانی زن ۲۰۰۳ در هند
- نامزد جایزه گرمی سال ۲۰۰۳
- یکی از ۲۰ قهرمان آسیایی در سال ۲۰۰۴ به انتخاب روزنامه تایمز
- نامزد جایزه گرمی سال ۲۰۰۵
- بهترین هنرمند سال ۲۰۱۲ در Songlines Music Award برای آلبوم Traveller
- نامزد جایزه گرمی سال ۲۰۱۳
- نامزد جایزه گرمی سال ۲۰۱۴
- نامزد جایزه گرمی سال ۲۰۱۵
- نامزد جایزه گرمی سال ۲۰۱۶
- نامگذاری سیارک ۲۹۲۸۷۲، به افتخار او به نام «انوشانکار»؛ کشف شده توسط ستاره‌شناس آماتور ایتالیایی، سیلوانو کاسولی، در ۱۲ ژانویه ۲۰۱۷
- جایزه جوایز چشم شرقی هنر، فرهنگ و تئاتر (ACTA) برای دستاوردهای برجسته در صحنه‌های موسیقی کلاسیک هند و مترقی جهان در سال ۲۰۱۷

## آلبوم‌ها
- Anoushka 1998
- Anourag 2000
- Rise 2005
- Rise Remixes 2006
- Breathing Under Water 2007
- Traveller 2011
- Traces of You 2013
- Home 2015
- Land of Gold 2016
- Reflections 2019
- Love Letters 2020